# Gevlekte fluiteend
De gevlekte fluiteend (Dendrocygna guttata), ook wel de gevlekte boomeend genoemd, is een eend uit de familie van de Anatidae. 

## Verspreiding en leefgebied
Het dier leeft in de Filipijnen, Indonesië en Nieuw-Guinea. Sinds 2002 broedt deze soort in het noorden van Queensland in Australië.

## Status
De grootte van de populatie wordt geschat op 10-25 duizend vogels. Op de Rode lijst van de IUCN heeft deze soort de status niet bedreigd.